# Typical Male
Singles de Tina Turner
It's Only Love
(1985) Two People
(1986)
Pistes de Break Every Rule
- What You Get Is What You See
(2)
Typical Male est une chanson de Tina Turner, issue de son sixième album studio Break Every Rule. Elle sort le 11 août 1986 en tant que premier single de l'album.

## Histoire
Comme de nombreux titres de Tina Turner, Typical Male est écrit par Graham Lyle et Terry Britten. Il est produit par ce dernier qui a également produit la plupart des titres de l'album Break Every Rule.
La chanson se classe à la 1re place du hit-parade du magazine américain Cash Box et atteint la 2e place du Billboard Hot 100 pendant 3 semaines, derrière When I Think of You de Janet Jackson et True Colors de Cyndi Lauper. Elle se classe également 3e du Billboard Hot R&B/Hip Hop Songs.
La face B du single était Don't Turn Around, qui a été repris par Bonnie Tyler, Aswad et surtout Ace of Base qui le classe à la 4e place du Billboard Hot 100. C'est Phil Collins qui joue de la batterie sur cette chanson.

## Versions
- Album version – 4:18
- 12" Dance Mix – 7:06
- 12" Dub Mix – 6:18

## Classements
| Classement (1986)                       | Meilleure position |
| --------------------------------------- | ------------------ |
| Allemagne (Media Control AG)            | 3                  |
| Australie (ARIA)                        | 20                 |
| Autriche (Ö3 Austria Top 40)            | 6                  |
| Belgique (Flandre Ultratop 50 Singles)  | 17                 |
| Canada (Top Singles)                    | 11                 |
| Canada (Adult Contemporary Tracks)      | 12                 |
| Espagne (PROMUSICAE)                    | 1                  |
| États-Unis (Hot 100)                    | 2                  |
| États-Unis (Adult Contemporary)         | 23                 |
| États-Unis (Hot Dance/Electronic Songs) | 11                 |
| États-Unis (R&B/Hip-Hop Songs)          | 3                  |
| Europe (Hot 100)                        | 5                  |
| Finlande (Suomen virallinen lista)      | 1                  |
| France (SNEP)                           | 31                 |
| Royaume-Uni (UK Singles Chart)          | 33                 |
| Irlande (IRMA)                          | 12                 |
| Italie (FIMI)                           | 8                  |
| Nouvelle-Zélande (RMNZ)                 | 8                  |
| Norvège (VG-lista)                      | 2                  |
| Pays-Bas (Nederlandse Top 40)           | 8                  |
| Suède (Sverigetopplistan)               | 6                  |
| Suisse (Schweizer Hitparade)            | 2                  |